# Austrochaperina septentrionalis
Austrochaperina septentrionalis es una especie  de anfibios de la familia Microhylidae.

## Distribución geográfica
Esta especie sólo se conoce en las montañas de Bewani en el noroeste de Papúa Nueva Guinea. Es probable que se encuentre también en las montañas al norte del río Sepik (Torricelli y Cyclops). Se ha citado entre 950 y 1.200 m s. n. m.